# Mio figlio (film 2018)
Mio figlio (Hadi be Oğlum) è un film drammatico turco del 2018 diretto da Bora Egemen.

## Trama
Ali Kaptan è un pescatore che ha dedicato la sua vita a suo figlio Efe, che è diverso dagli altri bambini. È un bambino con un disturbo della comunicazione: ha difficoltà a comunicare con gli altri. Efe non ha mai parlato e non ha mai guardato negli occhi nessuno. Ali si sforza di raggiungere suo figlio e di legare con lui, ma non importa quanto ci provi, non riceve risposta. Il desiderio più grande di Ali è sapere che suo figlio lo capisca.

## Personaggi e interpreti
- Ali Kaptan, interpretato da Kıvanç Tatlıtuğ.
- Efe Kaptan, interpretato da Alihan Türkdemir.
- Leyla, interpretata da Büşra Develi.
- Musicista, interpretato da Feridun Düzağaç.
- Haşmet, interpretato da Yücel Erten.
- Güner, interpretato da Yıldız Kültür.
- Halici Kamil, interpretato da Sezai Aydın.
- Sertuğ, interpretato da İlkay Akdağlı.
- Kuyumcu Murat, interpretato da Cem Zeynel Kılıç.
- Kasap Mehmet, interpretato da Durul Bazan.
- Yıldönümü Adam, interpretato da Nuri Gökaşan.
- Yıldönümü Kadin, interpretato da Ayşenur Yazıcı.
- Nergis, interpretata da Cansın Özyosun.
- Padre di Leyla, interpretato da Erdoğan Aydemir.

## Distribuzione
In Turchia il film è stato presentato in anteprima nelle sale il 16 febbraio 2018. In Italia il film è andato in onda in prima visione e in prima serata su Canale 5 il 19 luglio 2024 e poi ritrasmesso il 22 luglio 2025.

## Riconoscimenti
- Istanbul Kültür University
  - 2018: Premio come Attore cinematografico più ammirato dell'anno a Kıvanç Tatlıtuğ[5]
- Premio sul Bosforo
  - 2018: Premio come Miglior attore a Kıvanç Tatlıtuğ[6]
- Università Galatasaray
  - 2019: Premio come Miglior attore televisivo/cinematografico dell'anno a Kıvanç Tatlıtuğ[7]